# 高岡宗弼
高岡 宗弼（たかおか むねすけ）は、安土桃山時代の武将。生駒氏の家臣。讃岐国長嶺城2代城主。

## 略歴
高岡伊豆守宗範の嫡男として誕生。
天正15年（1587年）、尾藤氏に仕え、その後生駒親正に属した。文禄元年（1592年）、文禄・慶長の役の際、生駒親正・配下として従軍して合戦した。
このとき李氏朝鮮の若く美しい女官・大添、小添という名の姉妹を召取り、帰国して豊臣秀吉に献上した。秀吉はいたく喜んだが、言葉が通じないため色々不便があり、秀吉より生駒氏へ賜り、生駒氏から宗弼へ預けられた。歳月が流れ姉妹も年老いて亡くなったため、異郷の地で生涯を終えた宿命を哀れみ、高岡一族は姉妹らを手厚く葬ったという。
讃岐の大庄屋山崎四郎左衛門は、高岡氏の後裔であり彼女らの遺品も伝世している。二人の墓は、讃岐の白山の西南麓の山崎・渡辺両家の墓所内にある。